# Prolimnocyon
Prolimnocyon — викопний парафілетичний рід гієнодонтових ссавців, відомий з палеоцену до еоцену в Азії та Північній Америці. Це найдавніший відомий представник родини гієнодонтидних Limnocyonidae.